# 東純二
東 純二（あずま じゅんじ、1956年12月1日 - ）は、日本のミュージシャン。東京都世田谷区出身。東海大学卒業。
三人組のバンド「ピカソ」のベース担当。現在ベーシストの他、作詞家・プロデューサーとしても活動。

## レコーディング参加アーティスト
- 永瀬正敏
- 福山雅治
- 谷村新司
- 杏子
- 矢萩渉
- 雪村いづみ
- かの香織
- 田原俊彦
- 小椋佳
- GARDEN

他

## 詞提供
- 矢萩渉
- 福山雅治
- アコースティックス
- 彩Colors
- 影山ヒロノブ

　他

## プロデュース
- JUJU
- グラナダ
- 加藤妙子

　他